# Absalom-Meister

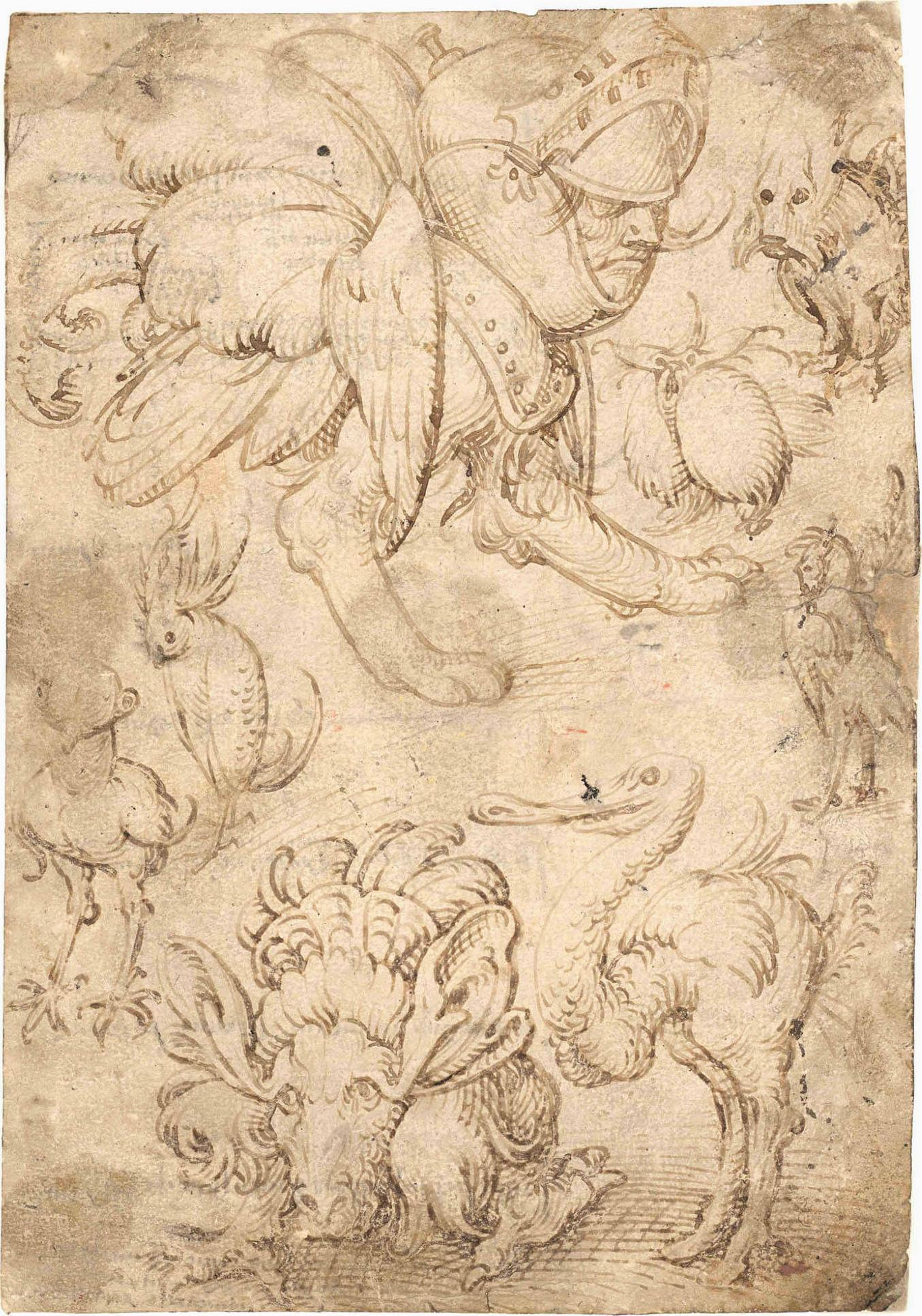
Acht Monster. 1500–1550. Braune Tinte auf Papier. 19,7 × 13,8 cm. Leiden, Kupferstichkabinett der Universität Leiden.

Mit Meister des Todes von Absalom (niederländisch Meester van de Dood van Absalom) oder nur Absalom-Meister wird ein niederländischer Künstler aus der Schule des Hieronymus Bosch bezeichnet. Eine Reihe seiner um 1475 entstandenen altniederländischen Zeichnungen, darunter groteske Bilder von Monstern und Entwürfe zu runden Fensterbildern mit verschiedensten weltlichen Motiven, werden vor allem im Kupferstich-Kabinett der Staatlichen Kunstsammlungen in Dresden aufbewahrt.
Wie Bosch steht der Absalom-Meister an der Schwelle des ausgehenden Mittelalters zur Renaissance.

## Werke (Auswahl)
Zeichnungen des Absalom-Meisters werden z. B. verwahrt in:
- Amsterdam, Rijksmuseum[2]
- Dresden, Kupferstich-Kabinett, Staatliche Kunstsammlungen[1]
- London, British Museum, Department of Prints and Drawings[3]
- New York, Pierpont Morgan Library[4]
- Wien, Porträtsammlung der Österreichischen Nationalbibliothek